# ماتیلدا (فیلم ۱۹۹۶)
ماتیلدا (انگلیسی: Matilda) یک فیلم فانتزی و کمدی به کارگردانی دنی دویتو است که در سال ۱۹۹۶ منتشر شد.

## بازیگران
- رئا پرلمان
- امبت دیویتس
- پم فریس (ترانچپول)
- مارا ویلسون (ماتیلدا)
- دنی دویتو
- پل روبنس
- جان لاویتس
- تریسی والتر
- جیمی کارز
- برایان لوینسون
- کیرا اسپنسر هِسر

## جوایز
- برندهٔ «جایزهٔ یانگ‌اِستار» بابت «بهترین بازیگر جوان» در یک فیلم کمدی (مارا ویلسون)
- برندهٔ «جایزهٔ تماشاگران» در «جشنوارهٔ فیلم سینه‌کید لاین» بابت بهترین کارگردانی فیلم (دنی دویتو)
- برندهٔ «جایزهٔ اِستاربوی» در «جشنوارهٔ بین‌المللی فیلم کودکان اولو» بابت بهترین کارگردانی فیلم (دنی دویتو)
- نامزدِ دریافتِ جایزه ستلایت برای «بهترین هنرپیشه مکمل مرد» در یک فیلم کمدی یا موزیکال (دنی دویتو)
- نامزدِ دریافتِ جایزه هنرمند جوان برای «بهترین هنرپیشه اصلی جوان زن» در یک فیلم بلند (مارا ویلسون)
- نامزدِ دریافتِ جایزه هنرمند جوان برای «بهترین هنرپیشه مکمل جوان زن» در یک فیلم بلند (کیرا اسپنسر هِسر)